# Bernd Lohaus (Kulturfunktionär)
Bernd Lohaus (* 16. Dezember 1926 in Essen; † 20. Dezember 1991) war ein deutscher Kulturfunktionär. Er war von 1959 bis 1990 Bundessekretär des Kulturbundes der DDR.

## Leben
Lohaus wurde als Sohn eines Bergmanns im Ruhrgebiet geboren. Nach 1945 wurde Lohaus Mitglied der Antifa-Jugend in Aue (Sachsen). 1947 begann er seine eine hauptamtliche Tätigkeit beim Kulturbund, war von 1947 bis 1950 Kreissekretär des Kulturbundes in Aue, ab 1950 Sekretär, dann von 1952 bis 1959 Erster Sekretär des Kulturbundes im Bezirk Dresden. Von 1959 bis 1990 war er Bundessekretär und von 1959 bis 1987 auch Erster Sekretär des Kulturbundes in Berlin. 
Seit 1978 gehörte Lohaus auch als Mitglied dem Zentralvorstand der Gesellschaft für Deutsch-Sowjetische Freundschaft an. Lohaus war Mitglied der SED.

## Auszeichnungen
- Vaterländischer Verdienstorden in Bronze (1969), in Silber (1975) sowie in Gold (1986)
- Banner der Arbeit (1980)